# Таля (Румунія)
Таля (рум. Talea) — село у повіті Прахова в Румунії. Входить до складу комуни Таля.
Село розташоване на відстані 97 км на північний захід від Бухареста, 48 км на північний захід від Плоєшті, 47 км на південь від Брашова.

## Населення
За даними перепису населення 2002 року у селі проживали 949 осіб, усі — румуни. Усі жителі села рідною мовою назвали румунську.